# Eswatini
Kongeriget Eswatini, tidligere Kongeriget Swaziland er en stat i det sydlige Afrika uden adgang til havet på den østlige side af Drakensberg-bjergene mellem Sydafrika mod vest og Mozambique mod øst. Landet er opkaldt efter swazierne, en bantustamme. Hovedstaden hedder Mbabane. Eswatini har en af verdens lavest forventede levetider på 51,05 år.

## Historie
Kulturgenstande fra for mere end 100.000 år siden er fundet i Eswatini. De tidligste beboere i området var khoisanske jægere og samlere. Der blev overvejende erstattet af bantustammer under bantu-folkevandringen. Beviser på landbrugsdrift og anvendelse af jern er dateret til omkring det 4. århundrede e. Kr., og folk der talte sprog i familie med de nuværende sotho- og nguni-sprog begyndte at slå sig ned ikke senere end det 11. århundrede. Den herskende Dlamini-slægt havde høvdingeskaber i området i det 18. århundrede. Et udvidet swazikongedømme blev oprettet af Sobhuza 1. i det tidlige 19. århundrede. Kort efter begyndte de første hvide at slå sig ned i området. I 1890'erne erklærede den Sydafrikanske Republik i Transvaal sin højhed over Eswatini, men fik aldrig helt etableret sin magt. Efter den anden boerkrig (1899-1902) blev Eswatini et britisk protektorat. Den 6. september 1968 fik landet sin uafhængighed. Siden har Eswatini haft en magtkamp mellem pro-demokratiske aktivister og et totalitært monarki.
I forbindelse med markeringen af landets 50 års uafhængighed fra Storbritannien, den 19. april 2018, blev landets engelsksprogede navn ændret fra Swaziland til Eswatini, som betyder «swaziernes land». Kongen havde over længere tid brugt navnet Eswatini i offentlige sammenhænge, blandt andet i FNs generalforsamling i 2017 og ved åbningen af landets nationalforsamling i 2014. Baggrunden skal have været for at undgå at landet bliver forvekslet med Schweiz (engelsk: Switzerland).

## Politik
Kongen er statsoverhoved, og det har siden 1986 været Mswati 3. Traditionelt hersker kongen sammen med sin mor, Indlovukazi (der betyder den Store Hun-Elefant). Kongen er det administrative statsoverhoved, mens hans mor er religiøst og nationalt statsoverhoved. I sin egenskab af monark udnævner kongen ikke blot premierministeren, der er regeringsleder, men også et lille antal repræsentanter til begge Libandlas (parlamentets) kamre. Senatet består af 30 medlemmer, mens House of Assembly har 65 pladser, hvoraf 55 er valgt i november for fem år.
Forfatningen fra 1968 blev sat ud af kraft i 1973 som følge af en undtagelsestilstand, der stadig er i kraft. I 2001 udnævnte kong Mswati 3. en komité, der skulle udfærdige et udkast til en ny forfatning. Udkast blev offentliggjort i maj 2003 og november 2004, men de blev kraftigt kritiseret af civile samfundsorganisationer og borgerrettighedsorganisationer i udlandet.
Kong Mswati 3. kritiseres ofte for sin ekstravagante livsstil i et land, der har et af verdens højeste HIV-smitteniveauer. Hans vognpark med luksusbiler og de millioner han bruger på at modernisere sine mange hustruers luksusboliger, står i modsætning til de omkring 34 procent af landets indbyggere uden arbejde, hvoraf næsten 70 procent lever for under en US-dollar om dagen, og hvor omkring 39 procent af alle voksne er smittet med HIV.

### Distrikter
Eswatini er opdelt i fire administrative distrikter:
1. Hhohho
2. Lubombo
3. Manzini
4. Shiselweni

## Geografi
Eswatini landskaber varierer fra bjerge langs grænsen til Mozambique over savanner i øst til regnskov i nordvest. Flere floder løber gennem landet, blandt andre Lusutfu-floden. Hovedstaden Mbabane er med sine 50.000 indbyggere landets største by; andre byer er Manzini, Lobamba og Siteki.

## Økonomi
Mere end 80 procent af befolkningen lever af landbrug. Industrisektoren er ændret fra miden af 1980'erne. Sukker og træmasse er fortsat vigtige varer i handlen med udlandet. Minedriften har fået mindre betydning i de seneste år, hvor kun kulminer og stenbrud er aktive. Eswatini er stærkt afhængig af Sydafrika, hvorfra det modtager ni-tiendedele af sin import, og hvortil det sender mere end to-tredjedele af sin eksport. Toldindtægter fra Southern African Customs Union (det Sydlige Afrikas Toldunion) og pengeoverførsler fra arbejdere i Sydafrika bidrager også i betragtelig grad til økonomien. Regeringen prøver at forbedre mulighederne for udenlandske investeringer i landet.
Overgræsning, overudnyttelse af jorden, tørke og oversvømmelser er problemer. Mere end en fjerdedel af befolkningen havde i 2002 behov for nødhjælp i form af fødevarer på grund af tørke, og mere end en tredjedel af den voksne befolkning er smittet med HIV. I 2004 erkendte Eswatini for første gang, at det har en af de højeste aids-rater i verden. Premierminister Themba Dlamini har erklæret humanitær krise på grund af kombinationen af tørke og jordforringelser, stigende fattigdom og HIV/aids. FN's særlige aids-udsending, Stephen Lewis, har udtalt at "Eswatini står alene med verdens højeste HIV-smitte, siden det nærtliggende Botswana har gjort fremskridt i bekæmpelsen af den dødelige pandemi."

## Demografi
Flertallet af befolkningen består af swazier, men der er også mindre antal zuluer, europæere og flygtninge fra Mozambique. De officielle sprog er swati og engelsk med engelsk som officielt skriftsprog. Den største religion er kristendommen, ofte kombineret med flere lokale religioner. Der er også jøder, muslimer og bahá'í.